# Paracymus armatus
Paracymus armatus är en skalbaggsart som först beskrevs av Sharp 1882.  Paracymus armatus ingår i släktet Paracymus och familjen palpbaggar. Inga underarter finns listade i Catalogue of Life.